# Дијелка
Дијелка је бивше насељено место у саставу општине Лукач, у славонској Подравини, Република Хрватска.

## Историја
До нове територијалне организације налазила се у саставу бивше велике општине Вировитица.
Насеље је на попису 2001. године укинуто и припојено насељу Велико Поље.

### Други светски рат
Из села Нетече, Зриња, Терезиног Поља, Ратинке, Дијелке, Аде, Рита и Брезовог Поља, у вировитичком срезу истерани су сви добровољци и колонисти са породицама, око 3800 душа и протерани у Србију. Становницима села Дјелке наоружане усташе су наредиле да за 5 минута напусте куће и да узму само оно што могу понети у рукама. И из других срезова протерани су добровољци колонисти а имовина им је одузета.

## Становништво
| Националност       | 1991. | 1981. | 1971. | 1961. |
| Срби               | 281   | 320   | 373   | 525   |
| Југословени        | 2     | 7     | 6     |       |
| Хрвати             | 6     | 15    | 6     | 11    |
| Словенци           |       | 1     |       |       |
| Црногорци          |       |       | 1     |       |
| остали и непознато | 16    | 7     | 2     | 1     |
| Укупно             | 305   | 350   | 388   | 537   |

| Демографија (Дијелка) (Дијелка) (Дијелка) (Дијелка) | Демографија (Дијелка) (Дијелка) (Дијелка) (Дијелка) | Демографија (Дијелка) (Дијелка) (Дијелка) (Дијелка) |
| Година                                              | Становника                                          | Становника                                          |
| --------------------------------------------------- | --------------------------------------------------- | --------------------------------------------------- |
| 1961.                                               | 537                                                 |                                                     |
| 1971.                                               | 388                                                 |                                                     |
| 1981.                                               | 350                                                 |                                                     |
| 1991.                                               | 305                                                 |                                                     |

### Попис 1991.
На попису становништва 1991. године, насељено место Дијелка је имало 305 становника, следећег националног састава:
| Попис 1991.‍  | Попис 1991.‍  | Попис 1991.‍ | Попис 1991.‍ | Попис 1991.‍ |
| ------------ | ------------ | ----------- | ----------- | ----------- |
|              |              |             |             |             |
| Срби         | Срби         |             | 281         | 92,13%      |
| Хрвати       | Хрвати       |             | 6           | 1,96%       |
| Југословени  | Југословени  |             | 2           | 0,65%       |
| Пољаци       | Пољаци       |             | 1           | 0,32%       |
| неопредељени | неопредељени |             | 1           | 0,32%       |
| непознато    | непознато    |             | 14          | 4,59%       |
| укупно: 305  |              |             |             |             |